# Carlos Front
Carlos Front, španski veslač, * 20. november 1980, Alfambra.
Carlos Front je za Španijo nastopil na veslaškem delu Poletnih olimpijskih igrah 1992 v Barceloni, kjer je nastopil kot krmar v španskem osmercu. Čoln se je prek repesaža s časom 5:53,50 uvrstil v finale C, kjer je s časom 6:10,45 osvojil končno 14. mesto.
Carlos je bil z 11 leti in 251 dnevi najmlajši udeleženec veslaškega dela, pa tudi nasplošno najmlajši športnik teh iger.